# Paulo Roberto Curtis Costa
Paulo Roberto Curtis Costa, beter bekend als Paulo Roberto, (Viamão, 27 januari 1962) is een voormalig Braziliaanse voetballer. 

## Biografie
Paulo Roberto begon zijn carrière bij Grêmio. In 1981 won hij met de club de landstitel en in 1983 de Copa Libertadores en de intercontinentale beker tegen Hamburger SV. In 1984 ging hij naar São Paulo en een jaar later naar Santos. Hierna hij dan drie jaar spelen voor Vasco da Gama, waar hij aan de zijde speelde van stervoetballers Tita, Acácio, Mazinho, Roberto Dinamite, Geovani Silva en Romário. Met Vasco won hij twee keer het Campeonato Carioca. In 1989 maakte hij de overstap naar Botafogo, waarmee hij in 1990 ook de staatstitel won. In 1992 ging hij voor Cruzeiro spelen en won er twee keer het Campeonato Mineiro mee, in 1992 de Supercopa Sudamericana en in 1993 de Copa do Brasil. Na een verblijf bij Corinthians ging hij in 1995 voor Cruzeiro's aartsrivaal Atlético Mineiro spelen, waarmee hij ook de staatstitel won. Na nog enkele omzwervingen sloot hij zijn profcarrière in 2000 af bij de kleinere club Canoas. 